# أوستن ريفز
أوستن تايلر ريفيز (بالإنجليزية: Austin Tyler Reaves)؛ (من مواليد 29 مايو 1998)، هو لاعب كرة سلة محترف من أصل ألماني أمريكي يلعب بنادي لوس أنجلوس ليكرز في الرابطة الوطنية لكرة السلة (NBA). ولعب كرة السلة الجامعية في الولايات المتحدة لفريق شوكرز مدينة ويتشيتا وفريق أوكلاهوما سونرس لكرة القدم.